# Rocket Ball

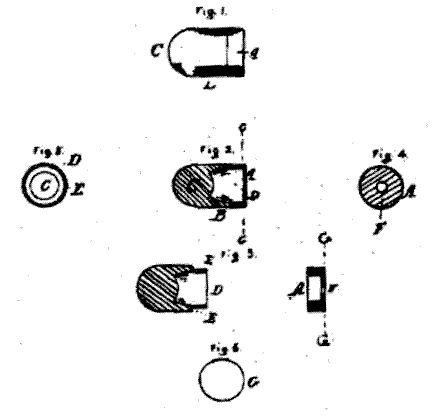
„Rocket Ball“-Munition, Patentzeichnung von 1848

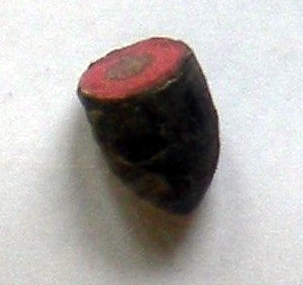
Frühe Volcanic Patrone im Kaliber .41

Die Rocket Ball (zu deutsch etwa Raketenkugel) war eine der ersten Patronen für Handfeuerwaffen und zugleich eine der ersten hülsenlosen Patronen. Entwickelt wurde sie 1848 vom amerikanischen Erfinder Walter Hunt aus New York. Das US-Patent 5701 ist auf den 10. August 1848 datiert.
In das hohle Ende eines dem Minié-Geschoss ähnlichen Geschosses wurde Schwarzpulver eingefüllt. Aus der Patentzeichnung geht hervor, dass die Höhlung im Geschoss wesentlich größer war als die der Minié-Geschosse. Das Ende wurde mit einer Scheibe aus Kork abgeschlossen. Ein kleines Loch in der Korkscheibe war mit Papier abgedichtet. Der Funke eines Anzündhütchens, das wie bei einem Perkussionsgewehr durch den außenliegenden Hahn gezündet wurde, konnte das Papier durchschlagen und somit die Treibladung zur Explosion bringen.
Da das Anzündhütchen nicht Teil der Patrone war, kann diese nicht als moderne Einheitspatrone bezeichnet werden. Trotz der Bezeichnung Rocket Ball verfügt das Geschoss auch nicht über einen Raketenantrieb. Trotzdem wird die Patrone in Verbindung mit Raketengeschossen gebracht, da die Bauweise sehr ähnlich ist.
Ein Jahr nach der Patrone entwickelte Hunt den ersten experimentellen Unterhebelrepetierer „Volition repeater“, welcher die Rocket Ball verschießen konnte. Die Patrone war robust genug, um mehrere davon im unter dem Lauf angebrachten Röhrenmagazin einzufüllen, was diese zur ersten praktisch verwendbaren Repetierwaffe machte. Vom etwas weiterentwickelten „Jennings rifle“ wurde bis 1852 einige hundert Stück gebaut. Wirtschaftlich war das Gewehr mit der „Rocket Ball“-Patrone jedoch ein Misserfolg. Neben den Kinderkrankheiten mit dem Repetiermechanismus war die zu geringe Leistungsfähigkeit der Patrone das Problem. Die Mündungsenergie betrug etwa 76 Joule, was weniger war als die der späteren Kleinkaliber-Patrone .22 lfB (siehe auch Energie von Projektilen). Das Konzept erlaubte aber keine Erhöhung der Treibladungsmenge.
1854 bis 1856 stellten Horace Smith und Daniel Wesson (später Smith & Wesson) in Norwich, Connecticut Repetierpistolen und Gewehre für Rocket-Balls her, sie verschossen neu mit Zündkapseln versehene Rocket-Ball Munition. Die Produktion dieser Volcanic-Karabiner und Pistolen wurde 1856 von Oliver F. Winchester übernommen und etwa 1860 eingestellt, da sich 1860 Randfeuerpatronen durchsetzten. Mit dem Verschwinden der Volcanic-Waffen wurde auch die Produktion der Volcanic-Munition aufgegeben.